# Kwesi Appiah
Kwesi Appiah (London, 1990. augusztus 12. –) angol születésű ghánai válogatott labdarúgó, aki jelenleg a Crystal Palace játékosa.

## Válogatott
Az angol labdarúgó-válogatottban és a ghánai labdarúgó-válogatottban is jogosult szerepelni, de ő a ghánai nemzeti csapatot választotta, amikor is 2014. december 24-én elfogadta a 2015-ös afrikai nemzetek kupájára kihirdetett 31 fős keretbe való nevezését. A szűkítés során marad a keretbe.

## Külső hivatkozások
- Kwesi Appiah Transfermarkt